# Eugène Niquet
Pour les articles homonymes, voir Niquet.
Eugène Niquet né à Liège le 20 février 1877, décédé à Siegburg le 20 juin 1943 est un résistant belge et un militant wallon.
Il dirige une petite société industrielle qui fabrique des festons et des rubans à Liège, la Grande Teinturerie à Vapeur de Liège. Il écrivit un très grand nombre de chansons et de poèmes en français et en wallon qu'il fit éditer sous le titre Souvenirs d'Exil. Il est l'un des fondateurs de la Ligue d'action wallonne de Liège en 1929, il administre et dirige son journal La Barricade. Le 25 juillet 1930 il jette les bases de la Maison wallonne de Liège qui serait également soutenue par Georges Thone, lieu important de contacts pour les militants wallons de cette ville. Bien que peu attiré par l'action politique directe il accepte de figurer sur les listes du Parti d'unité wallonne de l'abbé Jules Mahieu en 1939, sans grand succès.
Dès 1940, il entre dans le mouvement clandestin Sambre-et-Meuse section liégeoise de Wallonie libre à la demande de Victor Van Michel. Il crée alors le groupe de résistance wallon appelé Groupe W qui rassemble entre autres divers anciens militants de la Concentration wallonne. À ce titre, Eugène Niquet va fonder également le Front wallon pour la libération du pays. Il organise ensuite un réseau de passage en France et en Angleterre pour les personnes désireuses de rejoindre les Alliés.
Mais, le 7 avril 1941, ce réseau est découvert et Eugène Niquet est arrêté en pleine réunion clandestine. Lors de son procès - connu sous le nom de l' Affaire de la maison wallonne -  devant un tribunal militaire allemand, il est défendu par plusieurs avocats liégeois dont Fernand Schreurs. Condamné à sept ans de travaux forcés à l'âge de 64 ans, Eugène Niquet ne revient de Siegburg où il est interné et où il meurt des privations subies.